# Gutacja

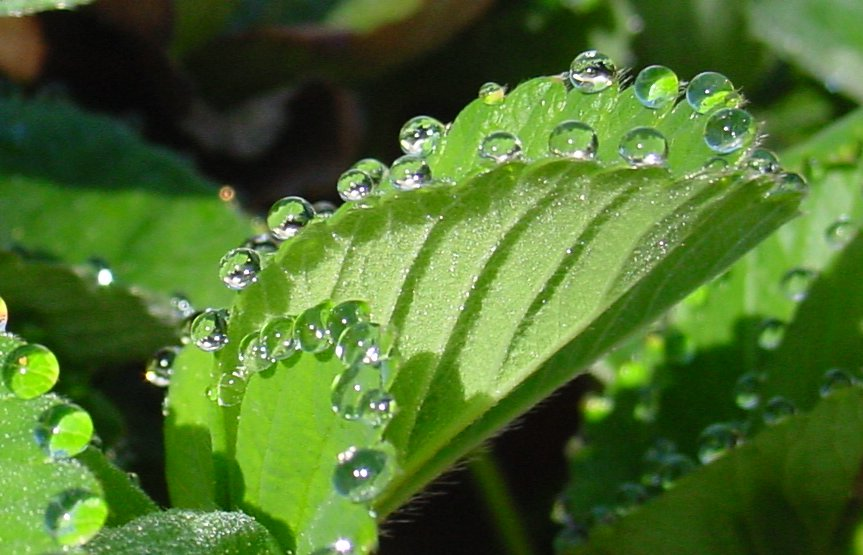
Gutacja na liściu truskawki

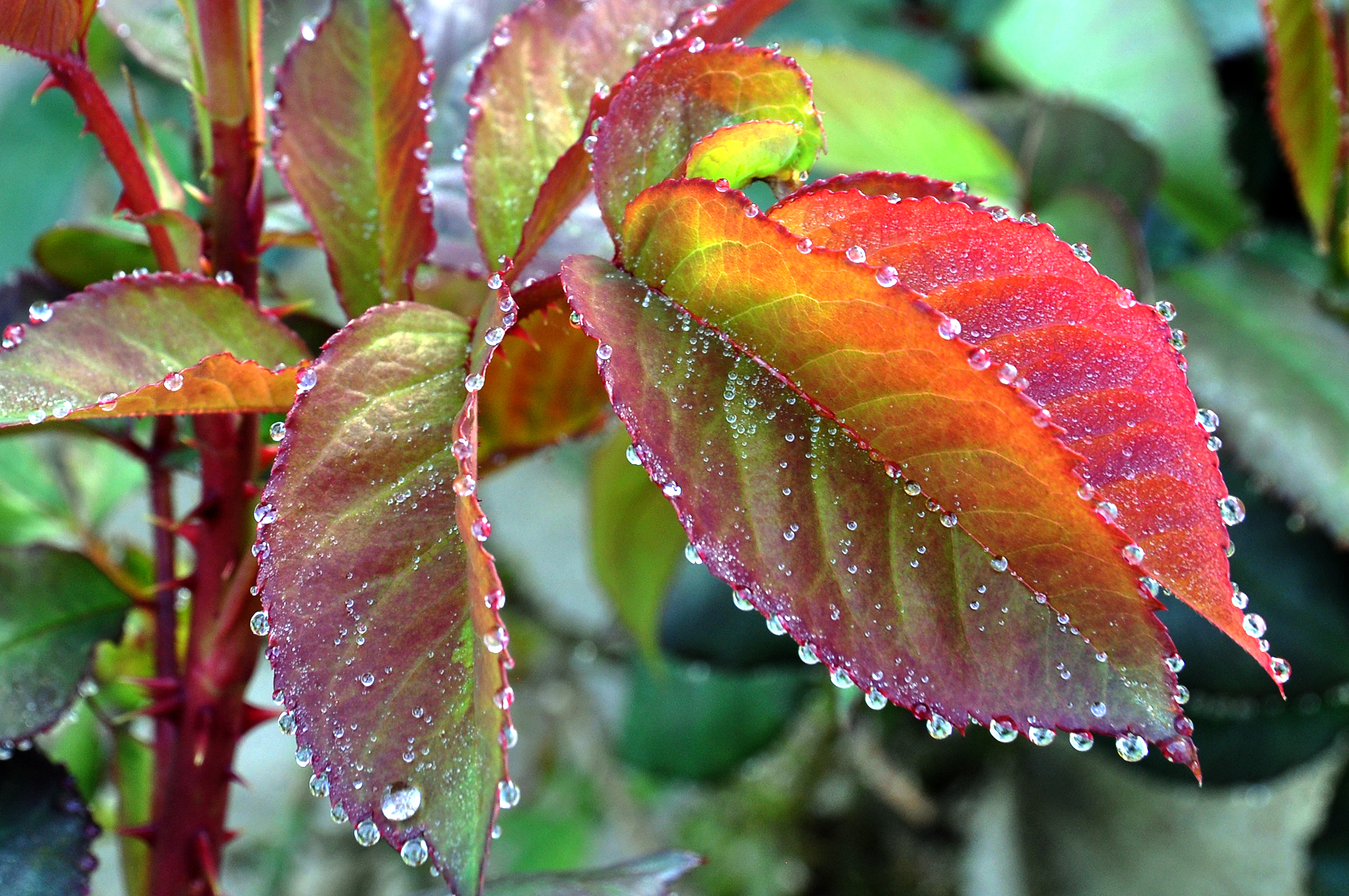
Gutacja na liściach krzewu różanego

Gutacja (łac. gutta – kropla) – zjawisko wydzielania kropel wodnych roztworów związków organicznych i soli mineralnych przez rośliny i grzyby. U roślin naczyniowych krople wydzielane są przez specjalne struktury umieszczone na krańcach blaszki liściowej, zwane hydatodami. 
Gutacja następuje, gdy roślina ma dostęp do dużych ilości wody w glebie oraz w warunkach środowiskowych niesprzyjających transpiracji (wysoka wilgotność powietrza) wskutek parcia korzeniowego. Pomaga pozbyć się nadmiaru turgoru i niektórych soli. Występuje zwłaszcza u młodych roślin, nasturcji, zbóż, kapusty, pokrzywy. Gutacji nie należy mylić z płaczem roślin.
Gutacja obserwowana może być także u niektórych grzybów (np. stroczka domowego, zwanego także płaczącym lub łzawym), u których płyn wydzielać mogą wszystkie komórki grzybni, a krople zbierają się na powierzchni owocnika. 